# Teššub

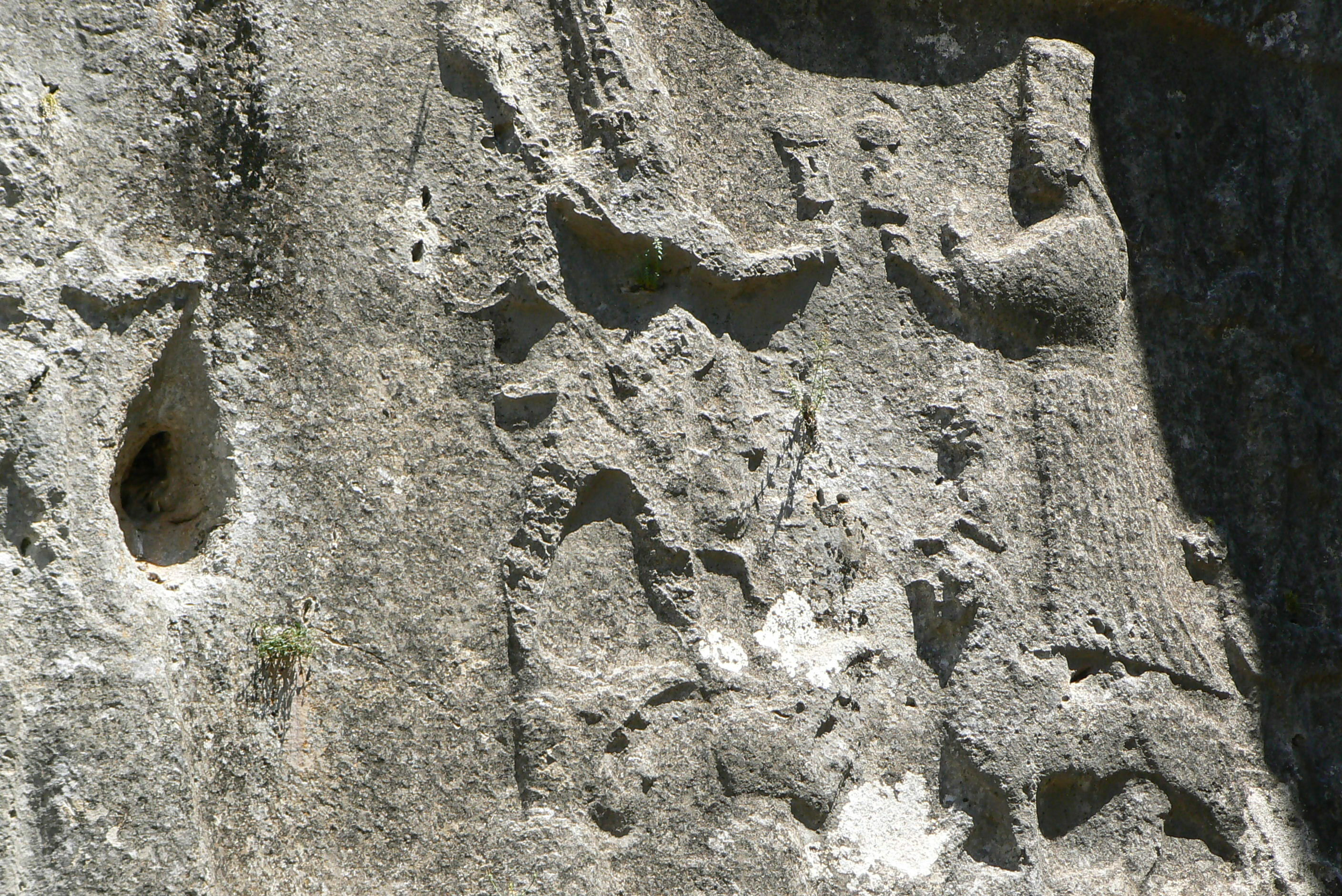
Teššub mit seiner Frau Ḫebat, Felsheiligtum von Yazılıkaya.

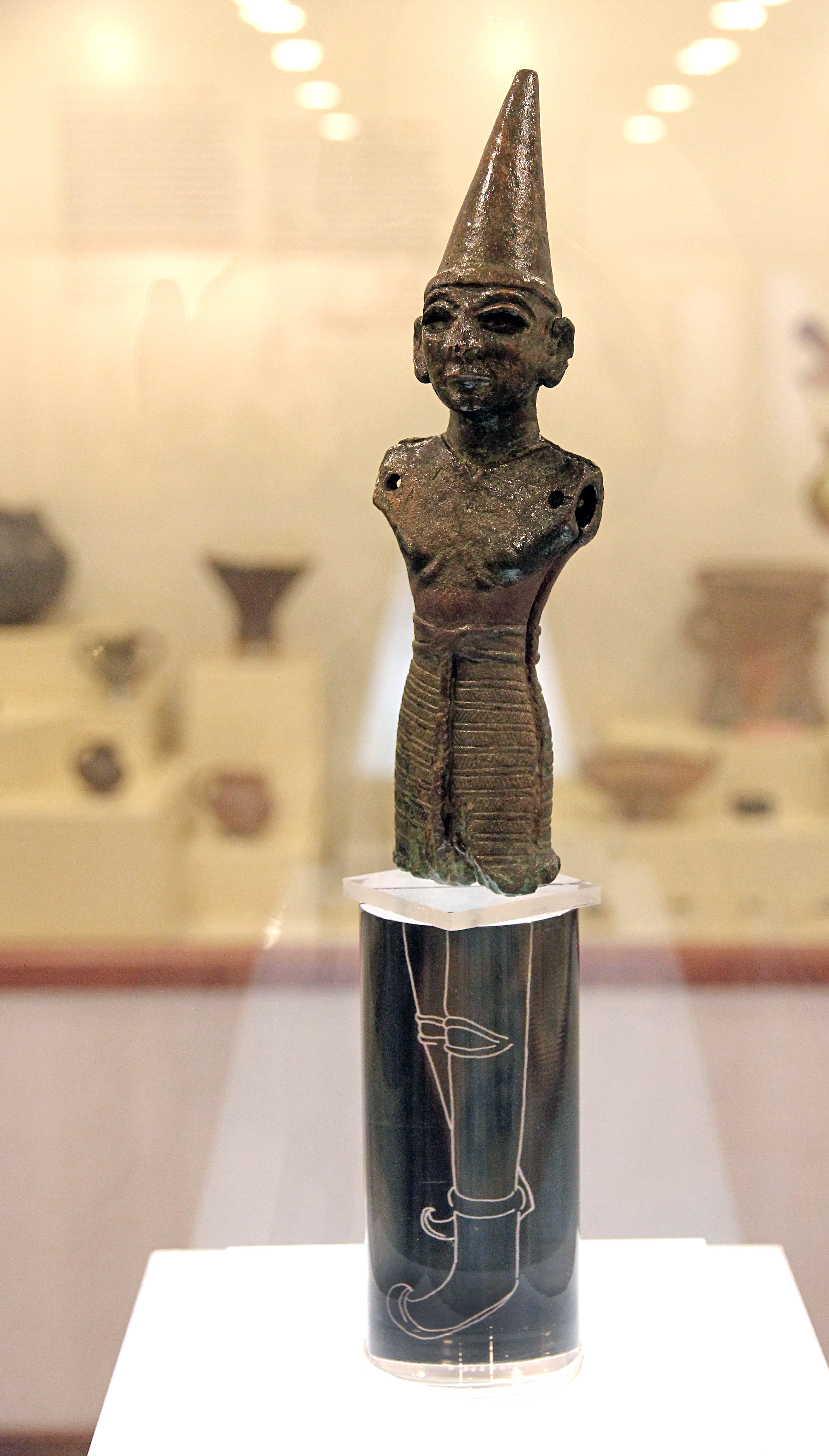
Bronzestatuette des Teššub

Teššub (in Ugarit: tṯb) ist der hurritische Wettergott und der Hauptgott, der in den hethitisch-hurritischen kaluti-Listen die männlichen Götter anführt.

## Mythos
Nach dem Mythos Königtum im Himmel ist Teššub der Sohn des Kumarbi und Enkel des Ane. Er wurde von Kumarbi geboren, nachdem dieser die Genitalien seines Vaters abgebissen und verschluckt hatte. Teššubs Gemahlin ist Ḫebat. Ihr Sohn ist Šarrumma, der auch Teššubs Stierkalb genannt wird, und ihre Tochter ist Allanzu. Teššub fährt in einem Wagen, den die Stiere Šerišu und Tilla (Šeri und Ḫurri) ziehen. Sein Wesir ist Tenu.
Teššub wird im Felsheiligtum Yazılıkaya auf zwei Berggöttern stehend abgebildet, vermutlich Namni und Ḫazzi. Er trägt eine hohe Hörnerkrone und eine Keule über der Schulter. Zusammen mit Ḫebat führt er die Prozessionen der männlichen und weiblichen Gottheiten an.

## Namensbestandteil
Teššub war im Mittani-Reich und während der hethitischen Großreichszeit ein bedeutender Gott und taucht auch in Königsnamen auf, etwa Tunip-Teššup von Tikunani. Mehrere Könige von Arrapḫa führten Teššub in ihrem Namen, wie auch Šilwa-Teššup von Nuzi. Teššub findet sich aber auch in den Namen von Schreibern, etwa Nai-Teššup, Turar-Teššup, Sohn des Kel-Teššup, Tarmi-Teššup und Šilahi-Teššup aus Nuzi, oder des Kaufmannes Šilwa-Teššup.